# Kalifornský technologický institut
Kalifornský technologický institut, anglicky California Institute of Technology, krátce Caltech, je soukromá univerzita se zaměřením na výzkum v oblasti vědy, technologie a inženýrství. Nachází se ve městě Pasadena v USA. Pro NASA zajišťuje provoz Jet Propulsion Laboratory. Caltech v roce 2019 navštěvovalo 2233 studentů a jedná se o jednu z nejuznávanějších světových univerzit. Z této školy pochází 17 držitelů Nobelovy ceny.
Součástí této univerzity je Spitzer Science Center (SSC) – operační centrum pro analýzu dat ze Spitzerova vesmírného dalekohledu, které v rámci tohoto projektu spolupracuje s Jet Propulsion Laboratory.

## Významní absolventi
- Carl David Anderson – nositel Nobelovy ceny za fyziku 1936
- Moše Arens – izraelský politik
- David Baltimore – americký mikrobiolog
- George Wells Beadle – nositel Nobelovy ceny za fyziologii nebo medicínu 1958
- Frank Borman – americký kosmonaut
- Walter Bright – počítačový programátor, známý návrhem programovacího jazyka D
- Michael E. Brown – objevitel transneptunického tělesa
- Gregory Chamitoff – astronaut
- Lyon Sprague de Camp – spisovatel sci-fi
- Renato Dulbecco – nositel Nobelovy ceny za fyziologii nebo medicínu 1975
- William Alfred Fowler – nositel Nobelovy ceny za fyziku 1983
- Charles Fullerton – astronaut
- Murray Gell-Mann – nositel Nobelovy ceny za fyziku 1969
- Edward Gibson – astronaut
- Donald Arthur Glaser – nositel Nobelovy ceny za fyziku 1960
- Robert Grubbs – nositel Nobelovy ceny za chemii 2005
- George Ellery Hale – americký sluneční astronom
- Leland H. Hartwell – nositel Nobelovy ceny za fyziologii nebo medicínu 2001
- Donald Ervin Knuth – přední informatik a emeritní profesor na Stanfordově univerzitě
- Edward B. Lewis – nositel Nobelovy ceny za fyziologii nebo medicínu 1995
- William Lipscomb – nositel Nobelovy ceny za chemii 1976
- Paul B. MacCready – americký letecký inženýr
- Benoît Mandelbrot – francouzský matematik a zakladatel fraktální geometrie
- Rudolph A. Marcus – nositel Nobelovy ceny za chemii 1982
- Edwin McMillan – nositel Nobelovy ceny za chemii 1951
- John McCarthy – americký informatik a kognitivní vědec
- Robert C. Merton – nositel Nobelovy ceny za ekonomii 1997
- Robert Andrews Millikan – nositel Nobelovy ceny za fyziku 1923
- Thomas Morgan – nositel Nobelovy ceny za fyziologii nebo medicínu 1933
- Rudolf Ludwig Mössbauer – nositel Nobelovy ceny za fyziku 1961
- Larry Niven – americký autor science fiction
- Frank Oppenheimer – fyzik, podílel se na Projektu Manhattan
- Robert Oppenheimer – americký teoretický fyzik, nejznámější svou účastí v projektu Manhattan
- Douglas Dean Osheroff – nositel Nobelovy ceny za fyziku 1996
- Robert Parker – astronaut
- Linus Pauling – nositel Nobelovy ceny za chemii 1954
- Hugh David Politzer – nositel Nobelovy ceny za fyziku 2004
- James Rainwater – nositel Nobelovy ceny za fyziku 1975
- Garrett Reisman – astronaut
- Charles Richter – americký seismolog, tvůrce Richterovy stupnice
- Harrison Schmitt – astronaut
- William Bradford Shockley – nositel Nobelovy ceny za fyziku 1956
- Eugene Merle Shoemaker – americký astronom a geolog
- Vernon L. Smith – nositel Nobelovy ceny za ekonomii 2002
- Roger W. Sperry – nositel Nobelovy ceny za fyziologii nebo medicínu 1981
- Ivan Sutherland – americký vědec, průkopník v oboru počítačová grafika
- Robert Tarjan – informatik
- Howard Martin Temin – nositel Nobelovy ceny za fyziologii nebo medicínu 1975
- Kip Thorne – americký teoretický fyzik, známý svými bohatými příspěvky v oblasti gravitační fyziky a astrofyziky
- Charles Hard Townes – nositel Nobelovy ceny za fyziku 1964
- Robert Woodrow Wilson – nositel Nobelovy ceny za fyziku 1978
- Stephen Wolfram – britský fyzik, matematik a obchodník
- Ahmed Zewail – nositel Nobelovy ceny za chemii 1999
- Fritz Zwicky – švýcarsko-americký astronom

## Kulturní odkazy
- Do prostředí této univerzity je umístěn děj seriálu Teorie velkého třesku.
- Absolventem Caltechu je i Walter White, hlavní postava seriálu Perníkový táta.
- Studentkou a poté i absolventkou Caltechu se stala jedna z hlavních postav z populárního amerického seriálu Taková moderní rodinka Alex Dunphy, dcera Philla a Claire.